# ACID ROCK
ACID ROCK（アシッド・ロック）とは、男性のストリートファッションのひとつ。ロックスタイルと、パンクやエスニックなどのスタイルを融合させた進化系ロックスタイル。今までの黒を基調としたロックスタイルに様々な明るいトーンの色彩を差し色として使用し、アクセサリー、ストールなどの小物類を身につけ、個性を強調する傾向にある。

## 概要
『acid rock』は英語で「LSD幻覚風の音楽」を意味する。 元々は1960年代後期にヒッピー＆サイケデリック・ムーブメントのなかでドラッグとの関わりを背景に生まれたロック音楽がルーツ。日本では『Men's egg』の2010年5月号51頁（大洋図書）で紹介されファッションの一ジャンルとして定着した。ACID ROCK系のファッションをしている人をアシッガーと呼ぶ。

## ACID ROCKに関連する雑誌
- Men's egg
- Men's egg BLACK

## ACID ROCKの定番ブランド
- ALTER VENOMV
- GRASUM
- JURY BLACK
- MIDAS
- ZEALL7/5
- FUGA
- BUFFALO BOBS
- GLAD NEWS
- mtp HOMME